# Boegspriet
De boegspriet is een voor het schip uit stekend rondhout, dat het mogelijk maakt om méér zeiloppervlak voor de fokkemast te kunnen voeren en bovendien een goed aangrijpingspunt vormt voor de verstaging van de (hoogste delen van de) fokkemast.
Een boegspriet was een veelvoorkomend tuig-onderdeel op vele oudere zeilschepen, of ze nu dwarsgetuigd waren of niet. Ook veel traditionele Hollandse binnenschepen (de bruine vloot) voeren een boegspriet. Als die wegneembaar is, door middel van optoppen of naar achteren schuiven, wordt hij kluiverboom genoemd in plaats van boegspriet.
Een vaste boegspriet wordt gefixeerd bij de punt van de voorsteven en iets verder naar achteren bij de voet. De top wordt gefixeerd door de boegstagen aan weerskanten en het waterstag: een stag, gespannen tussen de top van de boegspriet en een oog aan de voorsteven, net boven de waterlijn.
Tussen de boegstagen is bij grotere schepen meestal een kluivernet gespannen, als klimhulp annex valnet.

## Boegspriet van een schoener
Een schematisch overzicht van boegspriet, kluiverboom en verstaging op een schoener:

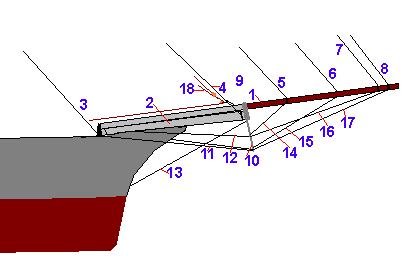
Onderdelen van een Boegspriet

Uitleg van de nummering in het overzicht:
1. Kluiverboom
2. Boegspriet
3. Voorstag
4. Voorstengestag
5. Binnenkluiverstag
6. Buitenkluiverstag
7. Vliegerstag
8. Voorbovenbramstag
9. Binnenkluiverhals
10. Stampstok / Spaanse ruiter
11. Stampstokgei (bakboord, stuurboord)
12. Middenstapstokgei
13. Waterstag
14. Binnenkluiverstag
15. Binnenstampstokgei
16. Middenstampstokgei
17. Buitenstampstokgei
18. Neerhaler van het voorstengestagzeil

Neerhalers voor de zeilen (zoals nr. 18, bij de voorstengestag) zitten bij elke stag, langs elke stag kunnen ook zeilen gehesen worden.